# Ram Baran Yadav
Ram Baran Yadav (Sapahi, Districte de Dhanusa, 1948, però per error a la seva partida de naixement consta nascut el 1947) és un polític del Nepal, de l'ètnia terai o madhesh, que fou escollit primer president del país, el 21 de juliol del 2008.
Va néixer en el si d'una família humil d'ètnia terai del sud del país a Sapahi, al districte de Dhanusha a les planes dels Terai al Nepal, fill de Dhan Yadav i de Ram Rati Yadav. Va estudiar al seu districte i després a Katmandú. Va anar a Calcuta per estudiar medicina i va entrar al Calcutta Medical College on es va graduar i va fer les pràctiques. Després va obtenir un postgrau de medicina del Post Graduate Institute of Medical Education and Research de Chandigarh (Índia). Un temps després va esdevenir metge personal del destacat polític nepalès Bishweshwar Prasad Koirala, que el va introduir en política.
Va participar activament després que el seu amic B. P. Koirala fou destituït pel rei Mahendra que va assolir poders absoluts (1960), i es va afiliar al Partit del Congrés del Nepal, del que aviat fou nomenat secretari general per la seva participació en el reforçament de l'organització, i va esdevenir conseller del germà de B.P. Koirala, Girija Prasad Koirala. En aquestos anys va exercir com a metge a la regió Terai.
A les eleccions del 1991 va concórrer al districte de Dhanusha i fou escollit membre de la cambra de representants. Fou després dues vegades ministre de Salut, al primer govern del Congrés (1991-1994) i al govern del 1998-1999 i al primer també ministre d'estat. A les darreres eleccions a l'assemblea constituent fou escollit altre cop per Dhanusha amb 10.393 vots. Tot i ser d'ètnia madheshi s'oposa als desitjos del seu poble d'obtenir autonomia i dret a la lliure determinació.
A l'elecció presidencial al Parlament del 21 de juliol del 2008 va representar a l'Aliança Democràtica del Nepal formada pel partit del Congrés, el Partit Comunista del Nepal (Unificat-Marxista-Leninista), i el Madheshi Janadhikar Forum, i va derrotar el candidat del Partit Comunista del Nepal (Maoista) (majoritari, però sense arribar a la majoria absoluta) Ram Raja Prasad Singh. Yadav va obtenir 308 vots contra 282 del seu rival. Al darrer moment va aconseguir el suport de tres petits partits comunistes: el Partit Comunista del Nepal (Unitat), el Partit dels Treballadors i Camperols del Nepal, i el Rashtriya Jana Morcha, que amb 11 vots van decantar l'elecció. El nombre total de vots fou de 590 (els diputats eren 594).